# Террористический акт в Беслане
Террористический акт в Бесла́не — захват заложников в школе № 1 города Беслана (Северная Осетия), совершённый террористами утром 1 сентября 2004 года во время торжественной линейки, посвящённой началу учебного года. Более двух суток террористы удерживали в заминированном здании свыше 1100 заложников (преимущественно детей, их родителей и сотрудников школы) в тяжелейших условиях, отказывая людям даже в удовлетворении минимальных естественных потребностей.
На третий день около 13:05 в школьном спортзале произошли взрывы, и позже возник пожар, в результате чего произошло частичное обрушение здания. После первых взрывов заложники начали выбегать из школы, и силами Центра специального назначения Федеральной службы безопасности (ЦСН ФСБ) был предпринят штурм. Во время хаотичной перестрелки, в том числе с участием гражданских лиц, пользовавшихся личным оружием, было убито 27 террористов (четверо, включая двух смертниц, погибли до штурма в период с 1 по 3 сентября). Единственный взятый живым террорист, Нурпаша Кулаев, был арестован и 26 мая 2006 года приговорён судом к пожизненному заключению.
Хотя большинство заложников были освобождены в ходе штурма, в результате теракта погибли 314 человек из числа заложников, из них 186 детей. Всего, включая спасателей, погибло 333 человека, и не менее 783 получили ранения разной степени тяжести (см. подробнее).
Экономический ущерб от теракта превысил 34 миллиона рублей. Ответственность за организацию атаки публично взял на себя Шамиль Басаев, опубликовав заявление на сайте чеченских сепаратистов «Кавказ-центр» 17 сентября 2004 года.
По состоянию на 2024 год, следствие по делу о теракте, начатое Генеральной прокуратурой 1 сентября 2004 года, оставалось открытым. Расследование обстоятельств теракта проводили несколько независимых друг от друга комиссий, экспертных групп и общественных организаций, однако многие обстоятельства, включая реальное количество террористов, возможный побег многих из них, действия правительства во время переговоров и штурма здания, а также причины ограниченного и противоречивого освещения в СМИ, оспариваются до сих пор. Ряд комментаторов придерживается мнения, что гибель заложников была вызвана операцией по их освобождению.
Теракт в Беслане стал заключительным в череде террористических атак, совершённых в России в 2004 году, после чего политическое руководство страны осуществило ряд серьёзных реформ в законодательстве. В частности, были отменены выборы губернаторов и созданы Общественная палата, Национальный антитеррористический комитет и «Комиссия по вопросам улучшения социально-экономического положения в ЮФО».

## Предыстория

### Исторический экскурс
Осетинские, ингушские и чеченские общества попали в сферу интересов Российской империи примерно в конце XVIII — начале XIX веков. Российское правительство намеревалось обеспечить стабильность и безопасность своих будущих коммуникаций, проходящих через Северный Кавказ в Грузию, и получить доступ к источникам стратегического сырья для военных нужд. Реакция местных народов варьировалась: осетины и ингуши были заинтересованы в защите от разбойных набегов более сильных соседей (главным образом кабардинцев и чеченцев), тогда как чеченцы изначально отвергали российскую модель правления и активно сопротивлялись попыткам присоединения. В связи с этим адаптация также проходила по-разному: аккультурация осетинского народа прогрессировала достаточно гладко, чему значительно способствовало принятие (восстановление) осетинскими обществами христианства. Ингуши и чеченцы, руководствуясь устоявшимися суфийскими тарикатами, которые органично вписывались в тейповую структуру вайнахских обществ, либо частично (ингуши), либо полностью (чеченцы) отвергали новую религию и, соответственно, покровителя в лице России.
В результате нового административно-территориального деления одним из спорных регионов стал будущий Пригородный район, где столкновения на этнической почве были обусловлены ограниченным количеством плодородных земель и историческим наличием здесь как осетинских, так и ингушских поселений. Одним из предметов конфликта стало обеспечение безопасности Владикавказской крепости — стратегически важного объекта, контролировавшего вход в Дарьяльское ущелье. Насыщенность сообщения по Военно-Грузинской дороге, проходящей через ущелье, означала источник доходов для контролирующего этноса, в связи с чем соперничество между осетинами и ингушами было постоянным.
В 1830-х годах положение российских властей на Северном Кавказе осложнилось восстанием в Чечне и военными успехами имама Шамиля. Для блокады имамата Россия прибегла к помощи казацких общин, выделив им для заселения ингушские земли, выгодно отделявшие Чечню от Владикавказской крепости и Военно-Грузинской дороги. В результате ингушское население оказалось вытеснено и было вынуждено искать новые места жительства.
В XX веке, после Гражданской войны, ингушам, оказывавшим помощь Советской власти, значительное количество заселённых казаками территорий было возвращено, а сами терские казаки, поддерживавшие «белых», при этом были выселены. В 1944 году населявшие территорию ингуши и чеченцы были депортированы, и район (преимущественно Пригородный) стал заселяться осетинами.
После реабилитации и постепенного возвращения ингушей территориальный вопрос вновь стал проблемным. В 1963 году руководство Северо-Осетинской АССР частично изменило границы Пригородного района, исключив из него часть посёлков с ингушским населением и присоединив территории на левом берегу Терека. В результате среди ингушей усилился рост радикальных настроений. В 1973 году, во время открытых выступлений ингушской интеллигенции в городе Грозном, впервые открыто прозвучали требования ингушей вернуть Пригородный район.
C 1981 года напряжение между ингушами и осетинами начало приобретать насильственный характер, вылившись в несколько столкновений. Ситуация усугубилась разделением Чечни и Ингушетии после распада СССР: если Чечня сохранила в своём составе три бывших района Ставропольского края, полученные в качестве компенсации ещё в 1957 году, то Ингушетия осталась ни с чем и снова поставила вопрос о возвращении Пригородного района, тем более, что за прошедшие со времён депортации десятилетия ингушское население на этой территории увеличилось. Апофеозом противостояния стал кратковременный, но кровавый конфликт с 31 октября по 5 ноября 1992 года, в результате которого, по данным прокуратуры России, погибло 583 человека, 939 человек были ранены и 261 человек пропал без вести. Также были уничтожены 13 из 15 сёл Пригородного района, в которых компактно проживали ингуши, составившие бо́льшую часть от числа пострадавших. Кроме того, более 64 тысяч представителей этого этноса покинули территорию Пригородного района, бежав от боевых действий в Ингушетию. Вооружённые столкновения были подавлены властями, однако территориальный диспут так и остался неразрешённым.

### Террористические атаки в начале 2000-х
С началом Второй чеченской войны на сторону Правительства Российской Федерации перешла часть чеченской элиты и бывших боевиков. Так, во главе прокремлёвской администрации Чечни в 2000 году стал бывший сторонник сепаратистов, главный муфтий Чечни Ахмат Кадыров. Боевики, со своей стороны, изменили тактику после завершения активной боевой фазы контртеррористической операции в Чечне летом 2000. Преимущественно избегая открытых столкновений, лидеры чеченских сепаратистов стали прибегать к диверсионно-террористической деятельности, всё чаще используя смертников. Среди прочих были осуществлены захват театра на Дубровке, взрыв Дома Правительства в Грозном, теракт в Москве на рок-фестивале «Крылья», подрыв военного госпиталя в Моздоке, теракт с использованием смертников в электричке в Ессентуках, рейд на Дагестан и ряд других террористических акций.
В свою очередь Ингушетия, где с приходом к власти Мурата Зязикова в 2002 году начался рост преступности и активности террористов, стала регулярно использоваться боевиками в качестве опорного пункта. Сотрудники ФСБ и МВД неоднократно обнаруживали на территории республики потайные склады с оружием, боеприпасами, взрывчаткой и другим военным снаряжением. В горах террористическими организациями формировались группы для проведения диверсий и создавались новые базы боевиков, чьи ряды постоянно пополнялись в немалой степени из-за высочайшей в стране безработицы (в 2003 году, по данным Госкомстата, более 75 % населения республики не были трудоустроены).

### Акции, предшествовавшие Беслану
Непосредственно захвату школы № 1 предшествовала серия терактов, осуществлённых чеченскими террористами и их пособниками в 2004 году:
- 6 февраля — террористом-смертником было приведено в действие взрывное устройство мощностью до 6,6 кг в тротиловом эквиваленте в вагоне поезда московского метрополитена, находившегося между станциями «Автозаводская» и «Павелецкая»[51]. В результате взрыва погиб 41 человек (не считая террориста) и примерно 250 получили ранения[52].
- 9 мая — во время празднования Дня Победы в городе Грозном в результате взрыва заложенной в трибуне стадиона бомбы погибли президент Чеченской Республики Ахмат Кадыров и председатель Госсовета Хусейн Исаев[53].
- 21—22 июня — группировкой под предводительством Шамиля Басаева было предпринято широкомасштабное нападение на город Назрань, в ходе которого погибло 95 человек, в том числе 25 мирных жителей[54], и был захвачен склад с оружием, которое, предположительно, использовалось во время теракта в Беслане[55]. Также следствием было установлено, что не менее девяти уничтоженных в Беслане террористов находились в розыске за участие в данном нападении[56].
- 24 августа
  - взрывы самолётов Ту-154 и Ту-134 в воздухе над Тульской и Ростовской областями, осуществлённые террористками-смертницами. Погибли 90 человек[57].
  - взрыв на остановке общественного транспорта на Каширском шоссе в Москве. Ранены 4 человека[58].
- 31 августа — женщина-смертница привела в действие взрывное устройство у станции метро «Рижская» (Москва). Погибло более 10 человек, и ещё 50 получили ранения и были госпитализированы[59].

Ответственность за большинство этих акций, как и за теракт в Беслане, взял на себя Шамиль Басаев.

## Планирование

### Выбор объекта
Теракт в Беслане был спланирован тщательным образом. Во время подготовки захвата были учтены ошибки, сделанные террористами, участвовавшими в захвате Театрального центра на Дубровке в 2002 году. В частности, во время террористического акта на Дубровке все заложники содержались в одном помещении; вентиляция была ограничена воздухопроводными трубами, что способствовало закачке усыпляющего газа, в то время как у террористов отсутствовали противогазы; взрывчатка приводилась в действие при помощи нажатия на кнопку, а не отпускания таковой. Также террористкам-смертницам было запрещено подрывать себя без приказа лидера, который редко был в зале, где содержались заложники, и прямого контакта со смертницами почти не имел.
Школа № 1 являла собой выгодный объект для захвата в связи с большим количеством учащихся и крайне сложной структурой самого здания. Самое старое из бесланских средних учебных заведений, она была основана в 1889 году и поначалу располагалась в доме зажиточного мельника. В 1944 году школе было передано здание на улице Коминтерна, где ранее размещались военный госпиталь и воздушно-десантная часть. За годы существования к основному зданию были добавлены другие секции, в результате чего к моменту теракта школа представляла собой весьма запутанную структуру из классных комнат, залов и коридоров. Дополнительное преимущество создавала форма школьного двора, которая позволяла боевикам быстро и малыми усилиями перекрыть пути побега во время захвата.
Другими факторами, сыгравшими на руку террористам, стали близость Беслана к границе с Ингушетией (лагерь террористов, из которого они отбыли ранним утром 1 сентября, находился в окрестностях ингушского села Пседах, расположенного в 30 километрах от Беслана), относительно небольшое население города, а также гораздо более слабая система безопасности и ограниченное присутствие военных по сравнению с другими крупными населёнными пунктами Северной Осетии, такими, как Владикавказ или Моздок.
Однако у СОШ № 1, как у объекта захвата, существовал и ряд отрицательных сторон: школа находилась на расстоянии приблизительно 80 метров от здания УВД, а форма двора и близлежащие здания ограничивали видимость для державших оборону. Наконец, само расположение здания школы в центре Беслана создавало дополнительный риск провала диверсионной группы во время приближения к объекту. Учитывая также тот факт, что другие бесланские школы по совокупности факторов были не менее уязвимы для нападения, доподлинная причина, по которой террористы выбрали СОШ № 1, неизвестна или не обнародована следствием.
Мнения касательно предварительного складирования оружия на территории школы разнятся. Сторонники этой теории утверждают, что оружие было спрятано в здании во время ремонта, проходившего летом. Однако ремонт проводился усилиями учителя труда Александра Михайлова и завхоза Светланы Баликоевой, которые для более тяжёлых работ, таких, как замена прогнивших полов на втором этаже, привлекали членов своих семей. В пользу теории предварительного складирования оружия косвенно выступает факт наличия проломов в полу (в частности, в спортзале и библиотеке), но это опровергается утверждением, что террористы, опасаясь подкопа, пробивали пол в возможных точках проникновения. Заложник Аслан Кудзаев, лично вскрывавший пол в библиотеке, на суде по делу Кулаева отмечал, что никакого оружия он в проломе не видел. Достоверных сведений, что оружие действительно хранилось в школе до теракта, нет.

### Формирование отряда
Окончательный состав вооружённой банды определился в конце августа и был сформирован под руководством Аслана Масхадова, Шамиля Басаева и Абу Дзейта. На случай неудачной акции в Осетии Дзейт также подготовил резервную группу из 11 боевиков, которые должны были захватить среднюю школу в станице Нестеровской Сунженского района Республики Ингушетия.
В состав группировки, отправившейся в Беслан, входили боевики, ранее занимавшиеся бандитизмом, будучи членами как криминальных группировок, так и незаконных вооружённых формирований. Многие из них принимали участие в боевых действиях в Чечне и Дагестане и неоднократно привлекались к уголовной ответственности за различные преступления, однако вскоре после ареста выходили на свободу.
Возглавил банду 31-летний уроженец ингушского села Галашки — Руслан Хучбаров по прозвищу «Полковник». На момент событий Хучбаров находился в федеральном розыске за совершение убийства в Орловской области в 1998 году. Скрывшись в Чечне, Хучбаров присоединился к отряду полевого командира Ибрагимова, потом участвовал в нескольких операциях с Арби Бараевым и, в конце концов, примкнул к бригаде Басаева. В составе бандитских формирований Хучбаров принял участие в расстреле колонны внутренних войск 11 мая 2000 года, организации взрыва здания УФСБ Ингушетии 15 сентября 2003 года, а также имел отношение к подготовке смертниц для терактов в Москве и Моздоке, в том числе и для захвата заложников в Театральном центре на Дубровке в 2002 году.
Подавляющее большинство террористов были чеченцами и ингушами, но, помимо них, в состав группы входили представители других национальностей. В частности, заложники отмечали особую жестокость уроженца Бердянска Владимира Ходова по кличке «Абдулла» — ваххабита, объявленного в 1997 году в розыск за изнасилование. Согласно официальной версии, участников теракта было 34, включая двух чеченских террористок-смертниц и двоих сообщников, оставшихся в лагере для связи. По данным следствия, у террористов также был сообщник, наблюдавший за развитием событий за пределами школы; после теракта ему удалось скрыться. По данным «Интерфакс», ещё одна группа боевиков должна была совершить отвлекающий манёвр, захватив административное здание в Северной Осетии. Однако позднее командиры приказали им не осуществлять никаких действий, и бандиты покинули город.
| Состав банды, находившейся в школе | Состав банды, находившейся в школе       | Состав банды, находившейся в школе | Состав банды, находившейся в школе | Состав банды, находившейся в школе | Состав банды, находившейся в школе                                                                |
|                                    | Имя                                      | Год рождения                       | Место рождения                     | Кличка                             | Статус                                                                                            |
| ---------------------------------- | ---------------------------------------- | ---------------------------------- | ---------------------------------- | ---------------------------------- | ------------------------------------------------------------------------------------------------- |
| 1                                  | Хучбаров, Руслан Тагирович               | 1972                               | с. Галашки, ЧИАССР                 | «Полковник», «Расул»               | Убит 3 сентября 2004 года в школе № 1 г. Беслана                                                  |
| 2                                  | Ходов, Владимир Анатольевич              | 1976                               | г. Бердянск, УССР                  | «Абдулла»                          | Убит 3 сентября 2004 года в школе № 1 г. Беслана                                                  |
| 3                                  | Гатагажев, Аслан-Гирей Бексултанович     | 1975                               | с. Сагопши, ЧИАССР                 | «Али», «Шахид»                     | Убит 3 сентября 2004 года в школе № 1 г. Беслана                                                  |
| 4                                  | Атаев, Рустам Солонгиреевич              | 1979                               | г. Малгобек, ЧИАССР                |                                    | Убит 3 сентября 2004 года в школе № 1 г. Беслана                                                  |
| 5                                  | Аушев, Усман Магомедович                 | 1971                               | с. Экажево, ЧИАССР                 |                                    | Убит 3 сентября 2004 года в школе № 1 г. Беслана                                                  |
| 6                                  | Ахмедов, Хизраил Хансолтанович           | 1974                               | с. Бильты, ЧИАССР                  |                                    | Убит 3 сентября 2004 года в школе № 1 г. Беслана                                                  |
| 7                                  | Борчашвили (Алдзбеков), Ризван Вахитович | 1978                               | ст. Орджоникидзевская, ЧИАССР      |                                    | Убит 3 сентября 2004 года в школе № 1 г. Беслана                                                  |
| 8                                  | Дзортов, Ибрагим Магомедович             | 1976                               | с. Барсуки, ЧИАССР                 |                                    | Убит 3 сентября 2004 года в школе № 1 г. Беслана                                                  |
| 9                                  | Илиев, Адам Магомед-Ханович              | 1984                               | г. Орджоникидзе, Северная Осетия   |                                    | Убит 3 сентября 2004 года в школе № 1 г. Беслана                                                  |
| 10                                 | Камурзоев, Султан Магомед-Гиреевич       | 1977                               | г. Джетасань, Казахская ССР        |                                    | Убит 3 сентября 2004 года в школе № 1 г. Беслана                                                  |
| 11                                 | Кулаев, Ханпаша Абуркашевич              | 1973                               | с. Энгеной, ЧИАССР                 | «Однорукий»                        | Убит 3 сентября 2004 года в школе № 1 г. Беслана                                                  |
| 12                                 | Кулаев, Нурпаша Абуркашевич              | 1980                               | с. Энгеной, ЧИАССР                 |                                    | Отбывает пожизненное заключение                                                                   |
| 13                                 | Нагаева, Роза Салмановна                 | 1976                               | с. Киров-Юрт, ЧИАССР               |                                    | Убита в период с 1 по 3 сентября 2004 года в школе № 1 г. Беслана                                 |
| 14                                 | Табурова, Марьям Юсуповна                | 1977                               | с. Майртуп, ЧИАССР                 |                                    | Подорвалась 1 сентября 2004 года в школе № 1 г. Беслана                                           |
| 15                                 | Пошев, Адам Ахмедович                    | 1982                               | г. Малгобек, ЧИАССР                |                                    | Убит 3 сентября 2004 года в школе № 1 г. Беслана                                                  |
| 16                                 | Таршхоев, Иса Жумалдинович               | 1981                               | г. Малгобек, ЧИАССР                |                                    | Убит 3 сентября 2004 года в школе № 1 г. Беслана                                                  |
| 17                                 | Торшхоев, Иса Аскерович                  | 1975                               | г. Малгобек, ЧИАССР                |                                    | Убит 3 сентября 2004 года в школе № 1 г. Беслана                                                  |
| 18                                 | Хочубаров, Магомед Мурцалович            | 1983                               | г. Назрань, ЧИАССР                 |                                    | Убит 3 сентября 2004 года в школе № 1 г. Беслана                                                  |
| 19                                 | Цечоев, Бейал Баширович                  | 1973                               | с. Сагопши, ЧИАССР                 |                                    | Убит 3 сентября 2004 года в школе № 1 г. Беслана                                                  |
| 20                                 | Цечоев, Муса Иссаевич                    | 1969                               | с. Сагопши, ЧИАССР                 | «Халид»                            | Умер 2 сентября 2004 года в школе № 1 г. Беслана от ран, полученных при взрыве Табуровой накануне |
| 21                                 | Цокиев, Тимур Магомедович                | 1973                               | с. Сагопши, ЧИАССР                 |                                    | Убит 3 сентября 2004 года в школе № 1 г. Беслана                                                  |
| 22                                 | Шебиханов, Майрбек Саид-Алиевич          | 1979                               | г. Шевченко, Казахская ССР         |                                    | Убит 3 сентября 2004 года в школе № 1 г. Беслана                                                  |
| 23                                 | Шебиханов, Саидбек Саид-Алиевич          | 1985                               | с. Новый Энгеной, ЧИАССР           |                                    | Убит 3 сентября 2004 года в школе № 1 г. Беслана                                                  |
| 24                                 | Ярыжев, Аслан Ахмедович                  | 1982                               | г. Грозный, ЧИАССР                 |                                    | Убит 3 сентября 2004 года в школе № 1 г. Беслана                                                  |
| 25                                 | Лабазанов, Абдул-Азим Идрисович          | 1973                               | Казахская ССР                      |                                    | Убит 3 сентября 2004 года в школе № 1 г. Беслана                                                  |
| 26                                 | Абу Фарух                                |                                    | г. Джидда, Саудовская Аравия       |                                    | Убит 3 сентября 2004 года в школе № 1 г. Беслана                                                  |
| 27                                 | Дауд (по другим данным — Магомед)        |                                    |                                    |                                    | Убит 3 сентября 2004 года в школе № 1 г. Беслана                                                  |
| 28                                 | Куштов, Адам                             | 1983                               |                                    |                                    | Убит 3 сентября 2004 года в школе № 1 г. Беслана                                                  |
| 29                                 | Парчиев, Асланбек                        |                                    | ЧИАССР                             |                                    | Убит 1 сентября 2004 года во время захвата школы № 1 г. Беслана                                   |
| 30                                 | Не опознан                               |                                    |                                    | «Абдул-Азиз»                       | Убит 3 сентября 2004 года в школе № 1 г. Беслана                                                  |
| 31                                 | Не опознан                               |                                    |                                    | «Сайбулла»                         | Убит 3 сентября 2004 года в школе № 1 г. Беслана                                                  |
| 32                                 | Не опознан                               |                                    |                                    | «Доктор»                           | Убит 3 сентября 2004 года в школе № 1 г. Беслана                                                  |

## Теракт

### Первый день

#### Захват
1 сентября 2004 года группа вооружённых боевиков подъехала к зданию школы № 1 в Беслане на тентованном «ГАЗ-66» и «ВАЗ-2107». «ВАЗ» был захвачен по пути в Беслан в селе Хурикау у участкового Султана Гуражева, который также был привезён к школе, но потом сумел убежать. На площадке рядом со школой в этот момент проходила линейка, посвящённая Дню знаний, перенесённая из-за жары с традиционных 10 часов утра на 9. Стреляя в воздух, террористы загнали в здание школы более 1100 человек — детей, их родителей и родственников, а также сотрудников школы. Несколько террористов обошли здание со стороны Школьного переулка, чтобы отрезать людям путь к бегству. Несмотря на окружение, захвата избежали, по разным оценкам, от 50 до 150 человек — в основном старшеклассники, успевшие в суматохе выбежать со двора. Однако в заложниках оказалось много детей дошкольного возраста, которых родители привели с собой на линейку из-за затянувшегося ремонта в четырёх из девяти бесланских детсадов.
Во время начальной стадии захвата террористами были убиты двое мужчин; в свою очередь сотрудник Правобережного РОВД, прибежавший к школе на звуки стрельбы, сумел застрелить одного боевика из пистолета Макарова. Также огнестрельное ранение руки получил террорист Владимир Ходов, и ещё один террорист был ранен в живот. Это было единственным актом сопротивления: майор милиции Фатима Дудиева, обеспечивавшая охрану общественного порядка, была безоружной. Труп боевика, пролежав на улице три дня, разложился и почернел до такой степени, что возникли слухи о наличии в составе банды представителя негроидной расы; личность боевика была установлена только спустя 19 лет, им оказался уроженец ЧИАССР Асланбек Парчиев.
Большинство заложников были загнаны в главный спортзал, тогда как остальные попали в тренажёрный зал и душевые. Террористы досконально знали план здания, что позволило произвести захват в течение нескольких минут. Загнав заложников в здание, террористы заставили всех сдать фото- и видеоаппаратуру, а также мобильные телефоны, которые разбивали. Снаружи школы были установлены камеры видеонаблюдения, а из «ГАЗ-66» были выгружены боеприпасы, тяжёлое вооружение и взрывчатка. В целом, вооружение террористов составили не менее 22 автоматов Калашникова различной модификации, в том числе и с подствольными гранатомётами; два ручных пулемёта РПК-74; два пулемёта ПКМ; один пулемёт Калашникова танковый; два ручных противотанковых гранатомёта РПГ-7 и гранатомёты РПГ-18 «Муха». Также при террористах были противогазы, аптечки и запас провизии.
Следующим шагом захватчиков стало баррикадирование здания. Для этой цели они отобрали около 20 мужчин из числа заложников, которых заставили стаскивать стулья и парты к выходам и окнам. Сами окна было приказано разбивать: террористы изначально лишили правоохранительные органы возможности использовать газ, как это было сделано при освобождении Театрального центра на Дубровке; единственным местом, где окна оставались наглухо закрытыми, был спортзал. У входов и в коридорах были установлены самодельные взрывные устройства, изготовленные с использованием пластита и готовых поражающих элементов (металлических шариков). В спортзале взрывчатка была разложена на стульях (СВУ на основе МОН-90 с тротиловым эквивалентом в 6 кг) и подвешена на баскетбольные кольца и два троса, протянутые между ними. Провода от бомб были подведены к двум замыкающим педалям (т. н. «электрическим замыкателям разгрузочного действия»), расположенным в противоположных концах зала. Террористы попеременно дежурили на педалях на протяжении всего захвата. Также в школе были установлены т. н. «хаттабки» — СВУ на базе осколочной гранаты ВОГ-17 — и не менее шести СВУ, изготовленных на основе противопехотных осколочных мин кругового поражения «ОЗМ-72» промышленного производства с самодельными доработками (в частности, были удалены вышибные заряды и просверлены отверстия под электрические детонаторы). Монтирование взрывной цепи в зале и установка СВУ в других помещениях школы были спланированы заранее, о чём впоследствии свидетельствовали обнаруженные сапёрами бирки с номерами на проводах.
Заложникам было приказано говорить только на русском языке, и малейшие отклонения от приказа жестоко пресекались. Отец двоих детей, Руслан Бетрозов, попытался успокоить испуганных заложников на осетинском языке и был застрелен на виду у всех для всеобщего устрашения. Другой заложник, Вадим Боллоев, был тяжело ранен выстрелом за отказ опуститься на колени и позже скончался. Когда заложники начинали плакать или шуметь, террористы стреляли в потолок или выдёргивали из толпы заложника, независимо от возраста и пола, угрожая расстрелом. Подобные акции устрашения использовались на протяжении всего захвата наряду с издевательствами и оскорблениями.

#### Осада
В 10:30 возле школы был сформирован оперативный штаб, который возглавил президент РСО-Алания Александр Дзасохов. На этом посту Дзасохова практически сразу де-факто сменил глава ФСБ по РСО-Алания Валерий Андреев (официальное постановление о назначении Андреева на пост начальника штаба было выпущено на следующий день). К тому моменту о захвате был извещён находившийся в Сочи президент РФ Владимир Путин, который отменил свой запланированный визит в Карачаево-Черкесию и вылетел в Москву для экстренного совещания с представителями силовых структур. Оперативный штаб распорядился эвакуировать жителей близлежащих домов, сформировать оцепление силами милиции, организовать контроль над радиоэфиром и, не отвечая на провокационный огонь из школы, блокировать близлежащие районы, убрать с простреливаемых мест весь автотранспорт и перекрыть движение по железнодорожному перегону «Беслан-Владикавказ».
После поступления сообщений о захвате заложников в Северной Осетии директором ФСБ России Николаем Патрушевым был отдан приказ о направлении в Беслан подразделений Центра специального назначения. Первая оперативно-боевая группа ЦСН ФСБ, дислоцированная во Владикавказе, прибыла в Беслан уже через час после захвата; в дальнейшем к ней присоединились подразделения ЦСН из Москвы, Ханкалы и Ессентуков. Общая численность сотрудников ЦСН, задействованных в операции по освобождению заложников, составила более 250 человек. Спецназом ФСБ в прилегающих к школе многоэтажных жилых домах были оборудованы позиции для снайперов, которые начали осуществлять непрерывное наблюдение за действиями террористов и их перемещениями в здании школы. В число поставленных перед оперативно-боевыми группами ЦСН задач входили рекогносцировка окружающей школу местности и обнаружение путей скрытного подхода к зданию.
89287383374
Мы требуем на переговоры президента Респ. Дзасохова, Зязикова презид. Ингушетии Рашайло дет. врача.
Если убьют любого из нас, растреляем 50 человек, если ранят любого из нас убьём 20 чел, Если убьют из нас 5 человек мы все взорвём. Если отключат свет, связь на минуту, мы растреляем 10 человек.
Первые требования террористов озвучила заложница Лариса Мамитова, выпущенная из школы в 11:05. В записке, переданной с Мамитовой, террористы потребовали переговоров с «Зязиковым» (президентом Ингушетии), «Дзасоховым» и «Рашайло». Мамитова писала записку под диктовку и, услышав фамилию «Рашайло», решила, что речь идёт о Леониде Рошале, поэтому от себя подписала «дет. врача». Телефон также был указан с ошибкой, и наладить связь не удалось. Оперативный штаб попытался организовать переговоры с террористами с использованием громкоговорящей связи и не задействуя затребованных ими лиц. В частности, был привлечён муфтий Северной Осетии Руслан Валгасов, но в ответ на его попытку установить контакт, боевики открыли стрельбу.
Между 16:00 и 16:30 в здании школы прогремел взрыв и раздались выстрелы. Рядом с заложниками, баррикадировавшими здание, подорвалась одна из террористок. В результате взрыва получил тяжёлое ранение находившийся рядом боевик, а заложников, оставшихся в живых, террористы расстреляли во избежание потенциального сопротивления. Количество убитых составило 21 человек. Через некоторое время из здания вновь выбежала Мамитова и снова передала записку; на этот раз номер был указан верно. На попытку профессионального переговорщика Виталия Зангионова прояснить ситуацию боевик, назвавший себя «Шахидом», заявил, что заложники были убиты, потому что с захватчиками не выходили на контакт по номеру телефона, ранее ими переданному. В ходе телефонного разговора террористы также потребовали на переговоры советника Президента РФ Асламбека Аслаханова, но только в составе ранее указанной ими группы людей.
Находившимся в зале людям террористы сообщили, что по школе был произведён выстрел из танка. Тела убитых были выброшены из окна второго этажа силами двух заложников, один из которых, 33-летний Аслан Кудзаев, воспользовавшись моментом, выпрыгнул из окна и сумел убежать. Кроме Кудзаева, удалось спастись Юрию Айларову: притворившись мёртвым, он улучил момент и выпрыгнул из окна, под которым простоял вне зоны видимости боевиков до наступления темноты. Кроме того, в полдень из школьной котельной жителями Беслана были выведены 15 человек, которые спрятались там во время захвата; также в течение дня несколько детей смогли сбежать из здания школы. Ранее, во время минирования террористами спортзала, спасся 35-летний Владимир Дауров, который сумел убежать через выход во двор со стороны тренажёрного зала.
Вечером в Беслан прилетел доктор Рошаль, принимавший участие в переговорах во время теракта на Дубровке в 2002 году. Террористы, ожидавшие приезда Рушайло, отказались пускать врача в здание и принимать предложенную им воду и пищу. К тому моменту заложники были вынуждены питаться лепестками принесённых ими цветов и мочить одежду в изредка приносимых помойных вёдрах, чтобы жидкость из них можно было высосать. Но даже при этом до многих вода просто не доходила.

### Второй день
На экстренном заседании Совета Безопасности ООН, состоявшемся в ночь с 1 на 2 сентября по московскому времени, члены совета осудили акт захвата заложников и потребовали немедленного и безоговорочного их освобождения. Требования были проигнорированы; более того, с утра террористы дали возможность некоторым заложникам поговорить по телефону со своими родными, заставляя оказывать давление на последних, чтобы они способствовали недопущению штурма школы. На предложение денег и организации коридора для безопасного выезда за пределы Осетии, сделанное оперативным штабом через привлечённого к переговорам известного ингушского бизнесмена, Михаила Гуцериева, террористы ответили отказом.
Утром 2 сентября СМИ, ссылаясь на Льва Дзугаева, пресс-секретаря Александра Дзасохова, сообщили, что количество захваченных составляет 354 человека. Данное обстоятельство впоследствии стало источником противоречий и споров (см. подробнее «354 заложника»).
Около 11 утра Александр Дзасохов связался по телефону с Ахмедом Закаевым — находившимся в международном розыске вице-президентом ЧРИ и доверенным лицом Аслана Масхадова. Дзасохов попросил Закаева выйти на Масхадова и уговорить того приехать в Беслан для переговоров с террористами. Закаев ответил, что свяжется с Масхадовым, при этом заметив, что связь с последним у него односторонняя. Ранее тем же днём Закаеву позвонила журналистка Анна Политковская, также просившая его и Масхадова выступить посредниками при освобождении заложников. Отдельно от остальных на Масхадова пытался выйти Таймураз Мамсуров — глава парламента Северной Осетии, чьи двое детей находились в числе заложников. Связавшись с представителем Масхадова в Баку, Мамсуров потребовал вмешательства президента ЧРИ, но, несмотря на обещания представителя, звонка от Масхадова так и не получил.
Когда меня провели в помещение спортзала, то, что я увидел, меня потрясло — весь зал был забит женщинами, детьми, стариками, которые сидели, лежали, стояли, в помещении была жуткая жара, дети были раздеты. По моим прикидкам, в здании школы находилось не менее 1000 заложников.
К 16:00 в захваченную школу прибыл бывший президент Ингушетии Руслан Аушев — единственный, кому удалось провести переговоры с террористами лицом к лицу. На просьбы Аушева разрешить дать заложникам пищу и воду лидер террористов ответил отказом, заявив, что заложники добровольно держат сухую голодовку, но согласился отпустить группу заложников из 24 человек (матерей с детьми грудного возраста). Также террористы передали Аушеву якобы написанную Басаевым записку с требованием о выводе федеральных сил из Чеченской Республики и предложением перемирия по принципу «независимость в обмен на безопасность». В частности, автор записки требовал признания независимости ЧРИ и соблюдения свободы вероисповедания в России, при этом пообещав от имени всех мусульман России отказаться от вооружённых действий против РФ «как минимум на 10—15 лет», войти в состав СНГ и не заключать ни с кем политических, военных и экономических союзов, направленных против России.
Через несколько часов после ухода Аушева террористы заметно ожесточились: боевики, изначально приносившие вёдра с водой в спортзал и выпускавшие заложников в туалет, отказали последним и в том, и другом, вынудив заложников пить собственную мочу. Жаркая погода, смрад и отсутствие вентиляции в зале ещё больше усугубляли состояние заложников: многие теряли сознание. На просьбы дать воды террористы отвечали, что она отравлена: выбраться в туалет или душевую удавалось единицам. Узнав о том, что некоторые его подчинённые делают поблажки заложникам, Хучбаров приказал сломать краны и пригрозил убить любого, кто даст заложникам воду. По воспоминаниям заложников, террористы выглядели так, как будто ждали приказа извне, но их план по какой-то причине был сорван. Попытки оперативного штаба доставить заложникам воду, пищу и медикаменты продолжались до конца второго дня, но боевики неизменно отвергали все предложения.

### Третий день

#### Утро
На третий день от жажды мой язык уже распух, десны воспалились, слюны не было, все внутри пересохло до такой степени, что я отплевывалась собственной кожей. В шаге от меня лежала молоденькая девчонка с глазами, вылезшими из орбит, как у выдернутой из воды рыбы.
К утру третьего дня заложники обессилели до такой степени, что уже с трудом реагировали на угрозы террористов. Многие, особенно дети и больные сахарным диабетом, падали в обморок, тогда как другие бредили и испытывали галлюцинации. Снаружи, примерно в это же время, доктор Рошаль провёл встречу с жителями Беслана в местном Дворце Культуры. В ходе встречи Рошаль упомянул, что дети могут находиться без воды и еды на протяжении 8—9 дней, и заявил, что «сегодня угрозы жизни — даже без воды — нет ни одному ребёнку», вызвав критику в свой адрес в дальнейшем.
В зале террористы перемонтировали взрывную цепь, в частности, переместив некоторые СВУ с пола на стены, и произвели несколько выстрелов из гранатомётов по близлежащей территории, ранив одного милиционера.
Около 11:00 Михаил Гуцериев договорился с террористами об эвакуации тел мужчин, выброшенных из окна в первый день. При этом боевики поставили условие, что к зданию подъедет автомобиль без бортов, и оперативный штаб отдал приказ приготовить транспорт. В 12:40 машина с четырьмя спасателями МЧС подъехала к зданию школы, и спасатели под присмотром боевика приступили к эвакуации трупов.

#### Взрывы
В 13:05 в спортзале последовательно произошли два мощных взрыва с интервалом примерно в полминуты, в результате чего произошло частичное обрушение крыши.
Сразу после взрывов террористы открыли огонь по спасателям. Дмитрий Кормилин был убит на месте, а Валерий Замараев был тяжело ранен и затем скончался от потери крови; другие двое спасателей получили лёгкие ранения.
Ещё через несколько минут заложники начали выпрыгивать через окна и выбегать через входную дверь во двор школы. Террористы, находившиеся в южном флигеле (включавшем столовую и мастерские), открыли по ним огонь из автоматического оружия и гранатомётов, вследствие чего погибли 29 человек.
Оставшихся в живых людей боевики начали перегонять из спортзала в актовый зал и столовую; при этом многих заложников, не способных самостоятельно передвигаться, террористы добили при помощи автоматов и гранат.
После произошедших в спортзале взрывов оперативный штаб попытался связаться с террористами, чтобы прояснить обстановку в школе и убедить боевиков в необходимости продолжения переговоров. Телефонные контакты штаба с захватчиками велись до 14:02 3 сентября; в ходе них террористы наотрез отказались отпустить заложников, все ещё находившихся в здании. Хучбаров прервал переговоры, разбив прикладом мобильный телефон, используемый им ранее для связи с оперативным штабом, и отдал членам банды приказ занять позиции и «отстреливаться до последнего».
Прекратив все контакты с официальными переговорщиками, террористы до 16 часов дня продолжали поддерживать связь со своими сообщниками вне школы. Так, в 15:13 был перехвачен телефонный разговор террориста по кличке «Мустафа» с Алиханом Мержоевым, боевиком ингушского джамаата «Халифат». В ходе разговора Мержоев выразил одобрение действиям группы «Полковника» в школе.
Через пять минут после первых взрывов Валерий Андреев отдал приказ подразделениям ЦСН ФСБ приступить к операции по спасению заложников и обезвреживанию террористов. Снайперы, входившие в состав групп разведки и наблюдения, открыли прицельный огонь на поражение террористов, прикрывая эвакуацию заложников, тогда как две оперативно-боевые группы ЦСН ФСБ, находившиеся на полигоне 58-й армии, выдвинулись в Беслан. К школе для эвакуации заложников устремились бойцы 58-й армии, местные милиционеры и гражданские лица, как вооружённые, так и безоружные. Носилок было недостаточно, поэтому местные жители изготавливали их из любого доступного материала, включая одеяла и переносные лестницы. Также не хватало машин скорой помощи, и бесланцы увозили пострадавших на собственных автомобилях в городскую больницу, а особо тяжело раненых — во Владикавказ.
В 14:51 пожарной службой Беслана был зафиксирован пожар в спортзале, но из-за отсутствия приказа оперативного штаба пожарные расчёты приступили к ликвидации пожара только в 15:20, и первые полчаса тушение осуществлялось силами местных жителей. Территория, прилегающая к школе, простреливалась боевиками, что ограничивало доступ пожарных к очагам возгорания и пожарным гидрантам. Пожар был потушен в 21:09, после чего пожарные пустили воду в зал для общего охлаждения помещения во избежание повторных возгораний.

#### Штурм
Террористы тщательно подготовились к штурму: забаррикадировав здание, они в течение трёх дней осады оборудовали запасные огневые позиции. Боевики бросали гранаты под окна столовой, куда к 14 часам 3 сентября начали стягиваться спасатели, и обстреливали спецназовцев, эвакуировавших заложников из здания. С помощью пулемётной точки, располагавшейся в столовой, террористы могли простреливать весь коридор первого этажа школы. Продвижение спецназа в здании осложнялось также тем, что боевики использовали заложников в качестве прикрытия, ведя при этом интенсивный автоматно-пулемётный огонь, бросая ручные гранаты и применяя ручные и подствольные гранатомёты. Спецназовцам пришлось действовать в условиях ограниченной видимости, создаваемой из-за смешения известковой пыли со стен и потолков с пороховой гарью; участникам штурма был отдан приказ переключить оружие на одиночный режим ведения огня, чтобы стрелять только на поражение террористов.
Прорыв бойцов ЦСН ФСБ в здание был осуществлён с трёх главных направлений: южный флигель (столовая и мастерские), тренажёрный зал и библиотека. Возле южного флигеля оперативно-боевые группы ЦСН заняли боевые позиции через 25—30 минут после первых взрывов, но забаррикадированные окна не позволяли им проникнуть в здание более часа. Около 13:50 в спортзал через окна тренажёрного зала проникли офицеры инженерных войск 58-й армии и приступили к разминированию помещения. В это время террористы вели по спортзалу автоматный и гранатомётный огонь из столовой, заставив детей и женщин встать на окна в качестве «живого щита». Приказ о вводе основной группы спецназа в здание был отдан начальником ЦСН ФСБ Александром Тихоновым в 15:05.
Спецназ понёс первые потери в самом начале операции: подполковник «Вымпела» Дмитрий Разумовский, в задачу которого входило выявление и устранение огневых точек боевиков, был убит снайпером террористов во дворе школы.
Для огневой поддержки оперативно-боевых групп спецназа (ОБГ), прорывавшихся к школе по открытой местности, командованием 58-й армии было выделено восемь БТР-80, к которым были приписаны офицеры ЦСН ФСБ. БТР № 824 и 832 стрельбой из бортовых пулемётов ПКТ подавили огневые точки террористов в чердачных помещениях школы и актовом зале, обеспечив возможность беспрепятственного подхода к зданию для сотрудников спецподразделений.
По коридору из-за угла на нас вышел мужчина. Он шёл, слегка пошатываясь, видимо, контуженный выстрелом от гранатомёта. Опытный наш сотрудник с позывным «Пионер» стал подавать ему команды: «Ты кто? Стой! Подними руки». Команды он не выполнял, продолжал идти в нашу сторону. Когда оставалось метров десять, он вдруг побежал и стал что–то вытаскивать у себя из-за пазухи. Мы поняли потом, что он вырывал чеки из гранат. Меткой очередью «смертник» был остановлен, он упал метрах в двух от нас и взорвался.
Мы должны были зачистить класс труда, где оборудовали себе позиции среди старых станков несколько террористов. Действовали они так: пулемётчик с РПК поливал по стенам зигзагом, проход там неширокий, и рикошет шёл просто бешеный, у нас сразу же появились раненые. Мы стали забрасывать их гранатами. Разрывы, серая пыль от них столбом, не видно ничего… Я и моргнуть не успел, как откуда-то сбоку передо мной возник «дух» с ручным пулемётом. Стреляли мы оба одновременно. И оба не промахнулись. Автомат у меня был установлен на одиночный режим огня. Я успел нажать на спуск два раза. Разделяли нас только два метра.
В 15:20 штурмовая группа под командованием полковника Виталия Демидкина, состоявшая из сотрудников «Альфы» и «Вымпела», пробилась к окнам первого этажа учебного корпуса возле спортзала и проникла в коридор, ведущий к столовой. Там бойцы ЦСН попали под огонь пулемётного расчёта боевиков; в ходе перестрелки майор Роман Катасонов («Вымпел»), прикрывая сотрудников спецназа, получил смертельные ранения и скончался на месте. Ликвидировав огневую точку противника, спецназовцы из группы Демидкина уничтожили террориста-смертника, попытавшегося взорвать себя гранатой, смешавшись с сотрудниками ЦСН, и продвинулись по направлению к столовой.
ОБГ № 2, 6 и 9, выдвинувшись под стены здания под огнём террористов из окон первого и второго этажа, прорвались в помещение столовой и кухни и обнаружили внутри большое количество заложников. Ведя огонь через их головы, боевики начали отходить вглубь здания по направлению к классам. Когда один из террористов, прятавшийся в кладовой, метнул в заложников гранату, лейтенант «Вымпела» Андрей Туркин накрыл её своим телом.
Группа спецназа под началом подполковника Олега Ильина («Вымпел»), войдя в школу через одно из окон, поднялась по лестнице на второй этаж и освободила заложников в кабинете директора, учительской и компьютерном классе. Затем оперативно-боевая группа продолжила досмотр помещений, двигаясь по направлению к актовому залу, где она столкнулась с ожесточённым сопротивлением боевиков, предпринявших попытку прорыва с первого на второй этаж по лестнице, ведущей из столовой. В результате боестолкновения часть террористов была уничтожена, а другие отброшены вниз к лестничному пролёту; троим боевикам удалось прорваться в актовый зал. В ходе боя погибли командир оперативно-боевой группы подполковник Ильин и прапорщик Денис Пудовкин, сотрудник Управления «В».
Спецназовцы закрепились на позициях вокруг столовой и приняли участие в эвакуации заложников. Получив от командования информацию о том, что второй этаж контролируется ОБГ № 3, оперативно-боевые группы ЦСН ФСБ приступили к освобождению заложников и уничтожению террористов на первом этаже южного флигеля школы, где располагались кабинеты труда и мастерские. Во время эвакуации заложников из классов попал под огонь террористов и погиб прапорщик Олег Лоськов; для молодого сотрудника «Альфы», которому месяцем ранее исполнилось двадцать три года, Беслан стал первой и последней командировкой.
Во флигеле бойцы ЦСН натолкнулись на сильное огневое противодействие боевиков; ведение ответного прицельного огня затруднялось густым облаком пыли и дыма. Из класса, расположенного слева по коридору, маскируясь в облаке дыма, выскочили двое террористов. Ведя непрерывный пулемётный и автоматный огонь, они попытались вырваться из здания школы. В ближнем бою погибли майоры Андрей Велько («Вымпел») и Вячеслав Маляров («Альфа»). Также во время боя был тяжело ранен майор «Вымпела» Михаил Кузнецов, скончавшийся по дороге в больницу. Заслонив собой других сотрудников, майор Александр Перов («Альфа») уничтожил одного из террористов, зашедшего в тыл штурмовой группе, и погиб, получив множественные огнестрельные и осколочные ранения.
К 18:00 была завершена эвакуация заложников из здания, и оперативно-боевые группы «Альфы» и «Вымпела» продолжили зачистку помещений флигеля школы, где террористы все ещё оказывали упорное сопротивление. В частности, несколько боевиков, прятавшихся под железными станками в одном из кабинетов труда, были уничтожены бойцами «Вымпела» в результате подрыва накладного заряда. После поступления информации о том, что подходы к остальным огневым точкам террористов заминированы, командиром Центра специального назначения Тихоновым было принято решение о выводе подразделений спецназа из школы во избежание новых потерь среди личного состава и применении тяжёлого вооружения против боевиков в южном флигеле.
Операция по ликвидации террористов продлилась почти до полуночи. В ходе неё по зданию было произведено 7 выстрелов 125-мм осколочно-фугасными снарядами из танка Т-72Б (бортовой номер — 325) и выстрелы из огнемётов РПО-А «Шмель». Применение огнемётов и танков впоследствии стало одним из наиболее спорных вопросов, касающихся проведения штурма (см. подробнее: Расследование обстоятельств теракта в Беслане и Применение танков и огнемётов во время штурма СОШ № 1). В частности, неоднократно оспаривались время применения (ряд лиц утверждает, что танки и огнемёты применялись, пока заложники находились в здании) и целесообразность (ряд лиц утверждает, что штурм здания и пожар, вызванный огнемётами, явились причиной гибели многих заложников).
Во время штурма большую помеху для спецназа создавали несогласованные действия большого количества вооружённых гражданских лиц, «окрещённых» прессой «ополченцами». Многие из них вели беспорядочную стрельбу по зданию школы, порою даже простреливая участки, недоступные для террористов, рискуя задеть спецназ. Также местные жители избили как минимум четверых мужчин, в том числе одного заложника, которых приняли за боевиков. Многие бесланцы и представители ряда СМИ, наблюдавшие за избиением, расценили произошедшее как задержание террористов.

## Жертвы

### Погибшие
В результате теракта в Беслане погибло 333 человека, большинство из которых составили заложники, включая 186 детей. В первые несколько дней около 200 человек считались пропавшими без вести, включая тех, кто не был опознан, но Минздрав опроверг это утверждение.
Окончательные цифры:
| Группа                                | Погибло |
| ------------------------------------- | ------- |
| Дети от 1 до 17 лет                   | 186     |
| Родственники, гости и друзья учащихся | 111     |
| Учителя / сотрудники школы            | 17      |
| Сотрудники ЦСН ФСБ                    | 10      |
| Гражданские спасатели                 | 6       |
| Сотрудники МЧС                        | 2       |
| Сотрудники МВД                        | 1       |
| Всего                                 | 333     |

Последней погибшей в результате теракта стала 33-летняя Елена Авдонина, которая скончалась в декабре 2006 года, несмотря на усилия врачей. В 66 семьях погибло от 2 до 6 человек, а 17 детей остались круглыми сиротами (родственники жертв, скончавшиеся в результате тяжелейшей психологической травмы, в эти цифры не входят). Для оценки масштаба теракта достаточно сказать, что за четыре года Великой Отечественной войны Беслан потерял 357 мужчин на различных фронтах.
Также во время штурма здания погибли 10 сотрудников ЦСН ФСБ — самые большие потери в ходе одной операции за всю историю российского спецназа. В числе погибших все командиры трёх штурмовых групп: подполковник Олег Ильин, подполковник Дмитрий Разумовский (оба — «Вымпел») и майор Александр Перов («Альфа»). Все трое были посмертно представлены к званию Героя России. Также это звание было посмертно присвоено лейтенанту «Вымпела» Андрею Туркину, накрывшему своим телом брошенную террористом гранату.
Слухи о том, что погибших сотрудников ЦСН было 11, а не 10, основывались на том, что в число погибших сначала был занесён командир одной из групп «Вымпела» Вячеслав Бочаров. В ходе штурма Бочаров получил пулевое ранение в голову. Через несколько дней, находясь в больнице, Бочаров пришёл в себя и сумел написать своё имя на листке бумаги. За мужество и героизм, проявленные в ходе штурма, Вячеслав Бочаров был удостоен звания Героя России.

#### Судебно-медицинская экспертиза
Судебно-медицинская экспертиза, включавшая опознание погибших и установление причин смерти, проводилась в крайне сложных условиях: районное отделение Бюро судебно-медицинской экспертизы (БСМЭ) не было готово к приёму такого количества погибших, и тела складывались под открытым небом. Отсутствие координации действий экспертов на начальном этапе привело к ошибкам в регистрировании и маркировке трупов, а решение проводить опознание до экспертизы привело к большому столпотворению во дворе БСМЭ. Ситуация усугубилась с ухудшением погоды, в результате чего родственники погибших стали жаловаться на отсутствие элементарных условий для сохранения трупов и их опознания. Трупы были перенесены солдатами под тенты и палатки, а позже — в грузовики-рефрижераторы, но в связи с неоднократным грубым перемещением тел, это привело к утрате фрагментов одежды, обуви и других предметов, важных для процесса опознания. Дополнительные сложности вызвали отсутствие предварительной систематизации поисковых признаков (эксперты ориентировались только на скудные устные сведения родственников) и отсутствие единого информационного центра (эксперты были вынуждены сами отвечать на запросы различных ведомств, отвлекаясь от основной деятельности).
К 12 сентября 2004 года в БСМЭ было осмотрено 329 тел погибших, и в 213 случаях были установлены следующие причины смерти:
- от огнестрельных ранений — 51 (15,5 % от общего числа осмотренных),
- от осколочных ранений — 148 (45 %),
- от термических ожогов — 10 (3 %),
- от повреждений тупыми предметами — 4 (1,2 %).

В 116 (35,6 %) случаях причина смерти не была установлена из-за выраженных признаков поражения открытым пламенем вплоть до полного обугливания тел (см. подробнее Причины возникновения и обстоятельства пожара в спортзале СОШ № 1).

### Раненые
К утру 4 сентября в больницы Беслана и Владикавказа поступило свыше 700 раненых, более половины которых составили дети. Многие раненые были эвакуированы авиацией МЧС в сопровождении медицинских бригад ВЦМК «Защита» в различные медицинские центры федерального подчинения.
Точное количество раненых в результате теракта доподлинно неизвестно, так как осмотры проводились в Северной Осетии, Москве и Ростовской области, в результате чего некоторые пострадавшие могли быть осмотрены несколько раз. Публично доступных документов, удостоверяющих точное количество экспертиз, нет. Согласно отчёту Федеральной парламентской комиссии по расследованию обстоятельств теракта в Беслане, общее количество раненых составило 783 человека, включая 728 заложников и 55 сотрудников ЦСН ФСБ России, органов внутренних дел, МЧС России и военнослужащих. По данным официального сайта города Беслана, количество раненых превысило 800 человек. Из них 72 ребёнка и 69 взрослых стали инвалидами.
Степени тяжести ранений неоднократно пересматривалась судмедэкспертами. Наиболее частыми причинами переквалификации степени тяжести вреда здоровью были психические расстройства, связанные с перенесёнными травмами и исходами лечения. Также известны случаи, когда более тяжёлое ранение переоформлялось как более лёгкое, в связи с бюрократической волокитой, с которой пришлось столкнуться многим бывшим заложникам.
Клановость общества и тесные связи между соседями, характерные для Северной Осетии, играли двоякую роль. С одной стороны, они создавали возможность эмоциональной и материальной взаимоподдержки: так, никто из осиротевших детей не был отдан в детдом, все они были взяты на воспитание родственниками. С другой стороны, элементы общинного образа жизни способствовали широкому распространению вторичной травматизации, в результате чего острое состояние наблюдалось у многих людей, непосредственно не пострадавших и не потерявших никого из ближайших родственников.

## Последовавшие события

### Политические
Ночью 4 сентября в Беслан без предварительного объявления прилетел президент Владимир Путин. Первым делом Путин направился в клиническую больницу Беслана, где посетил палаты с пострадавшими, после чего отбыл в оперативный штаб. На совещании в оперативном штабе Путин выразил соболезнования Северной Осетии и подчеркнул, что силовой операции в Беслане не планировалось. В тот же день президент выступил с телеобращением к нации, в котором выразил соболезнования пострадавшим, заявил о необходимости защищать страну и её территориальную целостность и призвал не поддаваться панике. Кроме того, Путин пообещал, что в ближайшее время будет подготовлен комплекс мер, направленных на укрепление единства страны, в частности, указав на необходимость создания новой системы взаимодействия сил и средств, осуществляющих контроль над ситуацией на Северном Кавказе, и эффективной антикризисной системы управления, включая принципиально новые подходы к деятельности правоохранительных органов. Ещё через неделю Путин утвердил отставки главы МВД Северной Осетии Казбека Дзантиева и Валерия Андреева. Несмотря на это, рейтинг президента России снизился после теракта до самой низкой отметки со времён катастрофы АПЛ «Курск».
13 сентября 2004 года Путин огласил программу политических реформ, главной из которых было введение системы назначения глав субъектов РФ вместо ранее существовавшего народного избрания. Нововведение, по утверждению Путина, было вызвано необходимостью создания эффективной системы внутренней безопасности, укрепления государственных структур и повышения доверия к власти, но вызвало смешанную реакцию среди населения страны. В декабре 2004 года закон, меняющий систему формирования региональных властей, был принят парламентом и подписан президентом Путиным.
Другие меры, предложенные Путиным, такие, как создание Общественной палаты и отмена выборов в Госдуму по мажоритарным округам, также были встречены скептически. В целях усиления борьбы с терроризмом Госдума обсудила ряд инициатив, включавший создание государственно-общественных объединений по обеспечению правопорядка и введение смертной казни за терроризм. Одновременно с этим была организована «Комиссия по вопросам координации деятельности федеральных органов исполнительной власти в Южном федеральном округе» (ЮФО), которая просуществовала до февраля 2006 года и была преобразована в «Комиссию по вопросам улучшения социально-экономического положения в ЮФО».
31 мая 2005 года после встречи Александра Дзасохова с полномочным представителем президента РФ в ЮФО Дмитрием Козаком было объявлено об отставке Дзасохова с поста президента Северной Осетии. Требования граждан об отставке Дзасохова прозвучали на митингах во Владикавказе и Беслане уже через несколько дней после теракта, так как, по мнению митинговавших, президент не принял достаточных мер для предотвращения гибели заложников. Вместо этого 9 сентября 2004 года Дзасохов отправил в отставку правительство Северной Осетии. Официальной причиной отставки был назван отказ Дзасохова подписать в апреле 2005 года подготовленный под руководством Дмитрия Козака план первоочередных действий по урегулированию осетино-ингушского конфликта, предусматривавший возвращение оставшихся ингушских беженцев в Пригородный район (часть беженцев была возвращена ранее). Сам Дзасохов объяснил свой отказ тем, что активизация процесса возвращения беженцев после бесланского теракта, в организации которого принимали участие ингуши, могла бы, по его мнению, спровоцировать новую волну напряжённости.
В 2006 году Владимир Путин подписал указ № 116 «О мерах по противодействию терроризму», согласно которому был образован Национальный антитеррористический комитет (НАК). Основными задачами НАК стали разработка мер по противодействию терроризму, координация деятельности федеральных органов исполнительной власти, а также организация их взаимодействия с органами исполнительной власти субъектов Российской Федерации, органами местного самоуправления и общественными организациями.

### Социальные
6 и 7 сентября в России был объявлен траур, в связи с которым были приспущены государственные флаги, а также отменены развлекательные мероприятия и радио- и телепередачи. В Северной Осетии на протяжении почти двух недель шли стихийные митинги с требованиями назвать и привлечь к ответственности виновников теракта. Митинги прошли и в других российских городах, в том числе в Москве, Вологде, Чебоксарах, Ростове-на-Дону, Пензе и Ставрополе. По данным социологов «Левада-Центра», опросивших 1600 россиян в 128 населённых пунктах страны, большинство опрошенных придерживалось мнения, что операция по спасению заложников была провалена.
15 сентября начались занятия в бесланских школах, но, несмотря на это, в некоторые классы приходили от пяти до восьми человек, поскольку родители боялись отпускать детей на учёбу. Занятия начались с минуты молчания, и с тех пор каждый новый учебный год в Северной Осетии начинается с траурных мероприятий.
Теракт в Беслане повлёк за собой ряд мер по усилению безопасности в людных местах по всей стране, включая стадионы, рынки и транспортные узлы. Так, в Москве была улучшена система камер слежения и строго ограничена торговля на станциях метро, а также было закуплено новое оборудование и увеличена кинологическая служба для обеспечения безопасности на воздушном и водном транспорте. Особенно остро встал вопрос безопасности в школах, ВУЗах и других учебных учреждениях, но по оценкам Министерства образования, по состоянию на 2009 год от террористической угрозы более или менее были защищены только 6 % российских школ. В самом Беслане, как отмечают местные жители, в плане безопасности также изменилось немного, несмотря на появление охраны в школах и детских садах.

### Последствия для Ингушетии
После теракта, когда стало известно, что в состав банды входили ингуши, возник риск столкновений между представителями этой национальности и осетинами. Критической датой эксперты называли 13 октября — последний день 40-дневного траура, по истечении которого ожидалось, что давний конфликт может вспыхнуть с новой силой. Для предотвращения столкновений под усиленную охрану была взята осетино-ингушская граница, перекрытая ещё 1 сентября.
Несмотря на обострившуюся ситуацию, большинство населения Ингушетии с сочувствием откликнулось на трагедию в Беслане, гневно осудив террористов. Во многих населённых пунктах Ингушетии прошли митинги в поддержку пострадавших, ингушские образовательные учреждения организовали сбор средств для семей Беслана, а в республиканских пунктах переливания крови образовались длинные очереди. Спорадические столкновения на национальной почве всё же происходили, но широкомасштабного конфликта теракт не вызвал, несмотря на обилие незарегистрированного оружия у гражданского населения.
6 октября Владимир Путин подписал указ «О мерах по совершенствованию деятельности государственных органов по развитию отношений между Республикой Северная Осетия — Алания и Республикой Ингушетия». Указ упразднил должность спецпредставителя по вопросам урегулирования осетино-ингушского конфликта и само представительство. Часть функций была передана в правительство России, часть — полпреду президента в Южном федеральном округе Дмитрию Козаку. На полпреда был возложен общий контроль над развитием отношений между двумя республиками, тогда как задача обустройства пострадавших в результате осетино-ингушского конфликта 1992 года была поручена Федеральной миграционной службе.

## Ответственность
Ответственность за теракт взял на себя Шамиль Басаев, чьё заявление было опубликовано практически одновременно на сайте чеченских экстремистов «Кавказ-центр» и на сайте информационного агентства «Чеченпресс» 17 сентября 2004 года. По его словам, операция «Норд-Вест» обошлась ему в 8 тысяч евро, а многонациональной («12 чеченцев, 2 чеченки, 9 ингушей, 3 русских, 2 араба, 2 осетина, один татарин, один кабардинец, один гуран») группировкой командовал «полковник Орстхоев». Также в письме было сказано, что террористы потребовали от президента России Владимира Путина немедленно начать вывод войск из Чечни или подать в отставку, а все заложники в знак поддержки этих требований объявили голодовку. При этом в письме были опровергнуты слухи о том, что террористы требовали освободить из тюрем кого бы то ни было, а также исключены версии о возможности взрыва из-за ошибки во время перемонтирования цепи и самоподрыва.
В день публикации письма Басаева Аслан Масхадов сделал собственное заявление на том же сайте, отвечая на вопросы корреспондентов радио «Свобода». Масхадов назвал теракт «кощунством», которому «нет оправдания». Отрицая собственную причастность, Масхадов в качестве причин теракта указал войну в Чечне, «варварскую политику России на Кавказе в отношении ко всем кавказским народам», смену власти в России и появление в Кремле Путина, а также его болезненную амбициозность. Международный терроризм Масхадов назвал выдуманным образом врага, выгодным Кремлю, и, как и Басаев, переложил вину за смерть заложников на власть и силовиков, назвав заблуждением главный расчёт захватчиков на то, что «Путин, его генералы и спецслужбы не отдадут приказ стрелять в малолетних детей» (см. также Противоречия, связанные с бесланским терактом#Участие Аслана Масхадова).

## Следствие и судебные процессы

### Следствие Генеральной прокуратуры
1 сентября 2004 года Генеральной прокуратурой было возбуждено уголовное дело № 20/849 по факту теракта на территории средней школы № 1 города Беслан. Следствие неоднократно продлевалось и сопровождалось многочисленными скандалами. По состоянию на 2024 год, следствие остаётся открытым, и его разрозненные детали иногда попадают в СМИ.
Например, в прессе сообщалось, что прокуратура отвергла версию предварительного складирования оружия на территории школы, но мнение следователей относительно причин первых взрывов точно неизвестно. Среди прочих проскальзывали слухи со ссылкой на представителей прокуратуры, что первый взрыв произошёл из-за короткого замыкания взрывной цепи или из-за неадекватного поведения террористов, находившихся под воздействием наркотиков. После этого последовала незапланированная операция по штурму школы с целью освобождения заложников, и к концу третьего дня все террористы, кроме одного, были убиты.

#### Критика следствия
Ассоциации жертв теракта «Матери Беслана» и «Голос Беслана» (изначально работавшие вместе под первым названием, но впоследствии распавшиеся на две отдельные группы из-за конфликта, связанного с Григорием Грабовы́м) неоднократно обращались в суд, к представителю президента РФ в ЮФО Дмитрию Козаку, к президенту Владимиру Путину и, впоследствии, к президенту Дмитрию Медведеву. В своих заявлениях представители организации обращали внимание на то, что расследование теракта проводится недостаточно тщательно и, возможно, часть фактов скрывается федеральными властями. Ассоциация «Матери Беслана» придерживается мнения, что большое количество жертв среди заложников является следствием ошибочных и, вероятно, преступных действий некоторых должностных лиц.
В ответ на критику действий должностных лиц Генеральная прокуратура назначила комиссию экспертов для расследования деятельности оперативного штаба в период с 1 по 3 сентября. В заключении, представленном 27 декабря 2005 года, эксперты подвели итог, согласно которому действия оперативного штаба и подчинённых подразделений МВД, ВВ, ЦСН ФСБ и МЧС соответствовали федеральному законодательству «с учётом характера развития событий». В действиях руководства оперативного штаба и подчинённых ему подразделений экспертная комиссия не нашла причинной связи «с наступившими вредными последствиями, возникшими в результате террористического акта в г. Беслане 1—3 сентября 2004». Также комиссия высказала мнение, что «существующая система противодействия совершению террористических актов в настоящее время не позволяет в полной мере обеспечить защиту населения и территорий от террористических посягательств», что «выражается в неспособности своевременно выявлять, предупреждать и пресекать акты терроризма на территории страны». По результатам экспертизы Игорь Ткачёв, начальник следственного отдела Управления Генеральной прокуратуры РФ на Северном Кавказе, отказал в возбуждении уголовного дела против Валерия Андреева, Казбека Дзантиева, Александра Дзасохова, Льва Дзугаева и ряда других должностных лиц.
После отказа комитет «Матери Беслана» выступил с ходатайством признать постановление Генеральной прокуратуры незаконным, так как многие ранее поставленные комитетом вопросы не были рассмотрены, а приведённые доводы не были опровергнуты. По мнению комитета, «следователь посвятил значительную часть постановления (около 10 страниц) освещению вопросов, совершенно не связанных с ходатайством, в том числе описанию возникновения бандгруппы и хронологии событий 1—3 сентября в школе № 1». Данное ходатайство было удовлетворено судьёй Ленинского районного суда города Владикавказа Азаматом Бадтиевым, однако Генеральная прокуратура в свою очередь подала протест в Верховный суд Северной Осетии, который отверг постановление Бадтиева из-за формальных нарушений УПК. Представители «Голоса Беслана» обращались за помощью в том числе и в международные инстанции, но на решение суда это не повлияло. В 2007 году суд Северной Осетии лишил «Голос Беслана» статуса юридического лица, но организация продолжила деятельность в качестве «Всероссийской общественной организации» без необходимости юридической регистрации. В 2009 году Правобережный районный суд РСО-Алания внёс обращение «Голоса Беслана» «Всем, кто сочувствует жертвам бесланского теракта!» к Президенту и Конгрессу США и руководителям стран Евросоюза и членам Европейского парламента в Федеральный список экстремистских материалов (п. 589).

### Дело Нурпаши Кулаева
Единственный пойманный террорист, Нурпаша Кулаев, был задержан 3 сентября на выходе из столовой, через полтора часа после первых взрывов в спортзале.
На судебном процессе, длившемся с 17 мая 2005 года по 26 мая 2006 года, Кулаев держался спокойно и упорно отрицал свою вину, в том числе опровергая показания, данные им же во время предварительного следствия. 24-летний чеченец настаивал главным образом на том, что о готовящемся захвате школы он не знал, в банду был загнан насильно, заложников не бил, давал им воду и ни в кого не стрелял. По словам Кулаева, большую часть времени он провёл в столовой, откуда сбежал на третий день во время штурма.
Утверждения Кулаева суд счёл несостоятельными, так как ряд пострадавших изобличили Кулаева в жестоком обращении с заложниками. В частности, приводились примеры того, как Кулаев на просьбы дать детям воду отвечал отказом в бранной форме или наносил заложникам удары прикладом автомата. Также некоторые заложники засвидетельствовали, что Кулаев производил выстрелы над их головами, применял насилие в отношении находящихся в спортзале малолетних детей и заставлял их становиться к окнам в качестве «живых щитов». Кроме того, согласно акту судебно-медицинской экспертизы от 5 сентября 2004 года, у Кулаева имелись кровоподтёки обоих плеч, которые могли образоваться от действия тупых твёрдых предметов, таких, как приклад автомата.
В конечном итоге Кулаев был признан виновным по ряду статей, включая терроризм, захват заложников, убийство двух или более человек, незаконное изготовление оружия и посягательство на жизнь сотрудников правоохранительных органов. Суд пришёл к выводу, что Кулаев заслуживает смертной казни, но ввиду моратория на данный вид наказания тот был осуждён на пожизненное заключение в колонии особого режима. Поскольку Кулаев отсутствовал в Верховном суде РФ на рассмотрении кассационной жалобы на приговор, вынесенный Верховным судом Северной Осетии, возникли подозрения, что он уже мёртв, но ФСИН опровергла эту гипотезу. По состоянию на 2022 год, Кулаев отбывал срок в колонии «Полярная сова», расположенной в посёлке Харп Приуральского района Ямало-Ненецкого автономного округа.
В сентябре 2021 года Кулаев обжаловал свой приговор, сославшись на допущенные во время суда нарушения, а также на некачественную работу своего бывшего адвоката Альберта Плиева. Получив отказ, Кулаев повторно запросил пересмотр дела в 2022 году.

### Дело милиционеров Правобережного РОВД
В марте 2006 года, параллельно суду над Кулаевым, начались слушания по делу милиционеров Правобережного РОВД. Мирослав Айдаров — начальник отдела на момент теракта — и его заместители Таймураз Муртазов и Гурам Дряев обвинялись в преступной халатности, в результате которой боевики смогли беспрепятственно проехать из Пседаха в Беслан и захватить школу. На момент начала заседаний все трое обвиняемых уволились из правоохранительных органов.
Согласно прокурору, Муртазов, Айдаров и Дряев не приняли комплекс должных мер по предупреждению, выявлению и пресечению террористических актов. В частности, в июле — августе 2004 года в РОВД поступило несколько телетайпограмм, в том числе от замминистра МВД Северной Осетии Маирбека Моураова. Одна из телетайпограмм предупреждала о необходимости приведения в негодность для проезда автотранспорта дороги на границе с Ингушетией, тогда как в другой сообщалось о перемещении участников НВФ в горную лесистую местность Ингушетии с намерением захвата гражданского объекта на территории РСО — Алания. Айдаров и его заместители не выполнили указаний, и боевики смогли беспрепятственно проехать к школе, которая охранялась только одним безоружным инспектором по делам несовершеннолетних Фатимой Дудиевой. Экипаж ГИБДД из двух сотрудников, который должен был находиться возле школы, также отсутствовал, о чём неоднократно упоминали бывшие заложники на процессе по делу Кулаева. Утром 1 сентября пост ГИБДД был снят и направлен на федеральную трассу «Кавказ», по которой в это время должен был проезжать кортеж Александра Дзасохова. С предъявленными обвинениями Айдаров, Муртазов и Дряев не согласились и виновными себя не признали.
Судебный процесс продлился до середины 2007 года, однако 22 сентября 2006 года Госдумой было принято постановление № 3498 «Об объявлении амнистии в отношении лиц, совершивших преступления в период проведения контртеррористических операций на территориях субъектов РФ, находящихся в границах Южного федерального округа». 29 мая 2007 года, после ходатайства адвоката и в отсутствие обвиняемых, председательствующий судья Валерий Бесолов огласил решение о прекращении дела в отношении милиционеров как попадающих под амнистию согласно постановлению № 3498. Потерпевшие, присутствовавшие при оглашении вердикта, не согласились с вынесенным решением и разгромили зал заседаний.

### Дело милиционеров Малгобекского РОВД
В июне 2007 года начался судебный процесс над начальником Малгобекского РОВД Мухажиром Евлоевым и его заместителем Ахмедом Котиевым. Как и их осетинские коллеги, Евлоев и Котиев обвинялись в халатности, повлёкшей за собой тяжкие последствия. Согласно следователям, Евлоев и Котиев, являясь должностными лицами МВД Республики Ингушетия, не предприняли должных мер к охране общественного порядка на территории Малгобекского района, где, в районе селений Сагопши и Пседах, находился лагерь террористов. Дело Евлоева и Котиева рассматривалось Верховным судом Ингушетии на территории Верховного суда Кабардино-Балкарии в Нальчике. Присяжных отбирали из ингушских жителей, специально привезённых в Нальчик на автобусе. Место проведения суда и выбор присяжных вызвали ряд сомнений в объективности суда, учитывая, что многие террористы были этническими ингушами, поэтому часть пострадавших от теракта решила бойкотировать процесс.
Суд продлился более четырёх месяцев и закончился вынесением оправдательного приговора обоим подсудимым. Общественная организация «Голос Беслана» обжаловала решение суда, но Верховный суд РФ признал приговор законным.

### Иск в Европейский суд по правам человека
В период с 2007 по 2011 годы более 400 человек, пострадавших от теракта, подали несколько групповых заявлений в Европейский суд по правам человека (ЕСПЧ). Заявления были объединены в одно дело под общим названием «Тагаева и другие против России». Истцы заявляли о нарушении Россией ряда статей Европейской конвенции о защите прав человека, в частности, статьи 2 («Право на жизнь»). В июне 2015 года в ходе предварительных слушаний ЕСПЧ признал большинство жалоб приемлемыми.
13 апреля 2017 года ЕСПЧ вынес решение по делу. Судьи пришли к следующим выводам:
- Суд единогласно определил, что нарушение права на жизнь имело место, так как у российских властей было достаточно информации о готовящемся чеченскими сепаратистами теракте, приуроченном к началу учебного года и связанном с захватом заложников в образовательных учреждениях; однако власти не предприняли всех необходимых мер для его предотвращения[284].
- Также ЕСПЧ было отмечено нарушение процедурных обязательств, предусматриваемых статьёй 2, преимущественно потому, что следствие не смогло определить, было ли обоснованным применение властями силы в данных обстоятельствах[284].
- Решением большинства судей (5 против 2) суд определил, что право на жизнь также было нарушено в результате применения властями «танковой пушки, гранатомётов и огнемётов»[284].
- Большинством голосов (6 против 1) суд постановил, что нарушения статьи 13 («Право на эффективное средство правовой защиты») не было.

Европейский суд по правам человека обязал Россию выплатить истцам общую сумму 2 955 000 евро в качестве компенсации за моральный ущерб; ещё 88 000 евро предназначалось их представителям. При определении компенсации суд принял во внимание объём финансовой помощи, которую государство выдало пострадавшим ранее. Министерство юстиции России назвало решение ЕСПЧ «необоснованным», а утверждение суда о применении правоохранительными органами тяжёлого вооружения в то время, когда в школе находились живые заложники — «абсолютно беспочвенным», и заявило, что обжалует вердикт.
В обжаловании Минюст обратил внимание на противоречия в практике ЕСПЧ по связанным с терактами делам в отношении других стран, входящих в Совет Европы. По мнению российских властей, подобный подход может рассматриваться как явное применение в отношении России двойных стандартов при оценке ЕСПЧ эффективности планирования, контроля и необходимости применения силы сотрудниками спецназа в ходе контртеррористической операции и освобождения заложников. Свои доводы Минюст аргументировал, проведя сравнительный анализ выводов ЕСПЧ по другим связанным с терактами делам. По результатам данного анализа, российские власти указали ЕСПЧ на целый ряд имеющихся противоречий, к числу основных из которых относится необоснованное обвинение российских спецслужб в том, что они якобы не убедились в отсутствии заложников в здании школы до применения ими тяжёлого вооружения против террористов. Ходатайство также включало опровержение ранее сделанных первой инстанцией ЕСПЧ выводов о том, что национальное законодательство России должно включать подробное описание и содержание спасательных и контртеррористических операций с указанием используемых методов и видов оружия, которое должно применяться в каждом конкретном случае. Минюст обратил внимание, что подобные выводы свидетельствуют о недостаточном понимании судейским корпусом особенностей сложившейся в современном мире ситуации с противостоянием европейских государств террористическим угрозам и специфики антитеррористической деятельности, и призвал ЕСПЧ пересмотреть выводы по делу «Тагаева и другие против России».
19 сентября 2017 года Большая палата ЕСПЧ отказалась пересматривать решение суда.
В январе 2022 года по жалобе другой группы истцов («Авсанова и другие против России») ЕСПЧ принял решение о том, что Россия должна выплатить семьям жертв теракта и пострадавшим дополнительные 360 тысяч евро. В списке на получение компенсации было указано 39 фамилий.

## Расследование обстоятельств теракта

### Доклад Парламентской комиссии Федерального Собрания РФ
22 сентября 2004 года к работе приступила Парламентская комиссия по расследованию причин и обстоятельств совершения теракта в Беслане под руководством заместителя Председателя Совета Федерации Федерального Собрания Российской Федерации — Александра Торшина. Работа комиссии длилась до 22 декабря 2006 года, когда был опубликован окончательный текст доклада. Итоговый доклад примерно на четверть состоит из хронологического описания обстоятельств с 1 по 3 сентября, тогда как остальная часть уделена описанию действий оперативного штаба, МВД, военных, МЧС и прокуратуры как во время, так и после теракта. По мнению комиссии:
- Боевики намеревались убить как можно большее число мирных жителей, чтобы создать максимальный общественный резонанс от теракта.
- Операция по спасению заложников закончилась трагедией во многом потому, что сами боевики не рассчитывали на мирный исход и не собирались вести реальные переговоры. При этом утверждается, что оперативный штаб был настроен вести переговоры на любых условиях.
- Примерно до 16 часов 3 сентября террористы поддерживали связь с сообщниками, которые находились вне пределов школы и оказывали террористам моральную поддержку.
- Приказ оперативного штаба начать силовую операцию по освобождению заложников был отдан лишь после того, как боевики привели в действие взрывные устройства и начали расстреливать убегавших заложников.
- Огнемёты «РПО-А» и танки использовались для стрельбы по школе уже после 18 часов, когда «было установлено, что в местах нахождения боевиков заложники отсутствуют». В связи с тем, что тел заложников в местах уничтожения террористов с применением огнемётов и танка обнаружено не было, комиссия признала их применение «обоснованным и не противоречащим действующему законодательству».
- Помимо танка, в операции также участвовали 8 единиц БТР-80, из них производили выстрелы из ПКТ лишь два, под номерами 832 и 824, тогда как стрельба из КПВТ не производилась.
- Полностью опровергнута проверяемая с первых дней расследования версия о заблаговременной подготовке школы к захвату террористами (складирование оружия, боеприпасов).
- Специалисты Военной академии радиационной, химической и биологической защиты имени С. К. Тимошенко, проводившие криминалистическую экспертизу в связи с предположениями общественности о возгорании школы от выстрелов РПО-А «Шмель», пришли к выводу, что обрушение потолка и возникновение пожара выстрелом из «РПО-А» невозможно. Экспертами производились выстрелы из РПО-А по деревянному строению, после которых сама постройка была разрушена, но возгорания не произошло. Это же подтвердил следственный эксперимент от 13 октября 2005 года, проведённый в присутствии представителей потерпевших и СМИ.
- Оперативный штаб не готовил операцию по силовому освобождению заложников, а установленные в спортзале самодельные взрывные устройства привёл в действие «один из членов банды, действуя в соответствии с ранее разработанным планом».
- Действия руководителей федеральных органов госвласти были адекватны сложившейся ситуации.
- Руководство МВД по республике Северная Осетия — Алания не приняло исчерпывающих мер для того, чтобы не допустить беспрепятственного проникновения группы террористов на территорию средней школы № 1 г. Беслана и захвата заложников.
- Действия следственной группы по расследованию причин и обстоятельств совершения теракта проводились согласно действующему законодательству.
- Применение сил и средств МЧС России при проведении операции по освобождению заложников происходило согласно действующему законодательству.
- Отмечены недостатки при проведении лечебно-эвакуационных мероприятий, в ходе которых возник ряд организационных и технических трудностей, прежде всего из-за отсутствия достоверной информации о количестве заложников, характере и сроках планируемых оперативным штабом мероприятий. Также отмечены недостатки при проведении судебно-медицинской экспертизы, в связи с трудностями в организации надлежащего хранения тел погибших и неполным задействованием специального автотранспорта Минобороны России, в том числе — авиационного[80].

Доклад Торшина подвергся резкой критике: многие пострадавшие от теракта отметили, что комиссия Торшина не справилась с поставленными перед ней задачами, представила вместо полноценного доклада проект с обтекаемыми формулировками и не назвала имена чиновников, допустивших возможность проведения теракта. Сайт «Правда Беслана» представил статью, в которой было указано, что некоторые части доклада Торшина были буквально переписаны из материалов ситуационной экспертизы по расследованию действий оперативного штаба.

### Доклад Савельева
Депутат Государственной думы РФ и доктор технических наук, Юрий Савельев, входивший в состав Парламентской комиссии по расследованию обстоятельств теракта, разошёлся во мнениях с остальными её членами. Савельев составил собственный доклад под названием «Беслан: правда заложников», согласно которому события складывались следующим образом:
В захвате принимало участие от 56 до 78 боевиков, которые приехали, как минимум, на четырёх машинах. На третий день с крыши соседнего со школой дома в чердачное помещение спортзала был произведён выстрел термобарической гранатой. В результате взрыва во всём чердачном помещении возник пожар, который потом распространился на спортзал. Через 22 секунды после первого выстрела по залу был произведён второй выстрел, уже гранатой осколочно-фугасного действия с тротиловым эквивалентом 6,1 кг. Значительное число заложников в спортзале погибло именно в результате этих первых двух взрывов, после чего спецподразделения начали запланированный штурм здания. В ходе штурма по зданию школы велась стрельба из огнемётов, гранатомётов и танков в то время, когда внутри находились заложники. Также в докладе сказано, что тушение пожара началось более чем через два часа с момента возгорания и что многим боевикам удалось уйти.
«Особое мнение» Савельева было опубликовано на сайте «Правда Беслана» и, с сокращениями, в специальном выпуске «Новой газеты». Доклад вызвал нарекания у ряда ознакомившихся с ним лиц: так, эксперты газеты «Известия» и «Российской газеты» пришли к выводу, что доклад не имеет ничего общего с реальными обстоятельствами дела, отметив подгонку фактов под уже существующую версию, отбор нужных показаний свидетелей и игнорирование противоречащих доказываемой гипотезе. Издание «Дни.ру» критически отозвалось о методике, используемой Савельевым для подсчёта террористов. По утверждению газеты, при подсчёте шахидок депутат взял за основу показания троих свидетелей, которые говорили о четырёх шахидках, и не принял во внимание показания 72 свидетелей, согласно которым в банде было лишь две смертницы.
Для проверки утверждений, содержащихся в докладе Савельева, Генеральной прокуратурой РФ была назначена криминалистическая судебная экспертиза, в состав которой вошли ведущие специалисты ЦНИИИ им. Карбышева и научно-производственного предприятия «Базальт». Эксперты признали выводы доклада Савельева несостоятельными. В частности, были отвергнуты выводы Савельева о причинах первых взрывов в спортзале: согласно материалам экспертизы, первый взрыв не мог стать результатом выстрела из гранатомёта, так как при взрыве термобарической гранаты в чердачном помещении избыточное давление, образующееся при таком взрыве, разрушило бы листы шифера на обоих скатах крыши, однако фотографии, сделанные фотожурналистом Дмитрием Беляковым, показывают, что после взрывов южный скат остался цел. Кроме того, эксперты проанализировали фонограмму записи прямой трансляции изображения и звука из Беслана, осуществлённую телекомпанией НТВ 3 сентября 2004 года в момент первых взрывов. На основании этой записи эксперты сделали вывод, что «первые взрывы в спортивном зале, произошедшие 3 сентября 2004 года, не являются результатом применения гранатомётов (огнемётов)». Также одним из спорных моментов доклада стало утверждение Савельева, что в период с 14:50 по 15:05 по крыше корпуса, прилегающего к спортивному залу, с борта вертолёта Ми-24, находившегося в воздухе, был произведён выстрел термобарической гранатой ТБГ-7В. Выстрел гранатой ТБГ-7В производится из гранатомёта РПГ-7, при этом, согласно тактико-техническим характеристикам оружия, часть пороховых газов вышибного заряда истекает из сопла гранатомёта сзади, создавая позади стрелка опасную зону глубиной свыше 20 метров, и, соответственно, произвести выстрел с вертолёта, находящегося в воздухе, не представляется возможным. Позднее Савельев заявил в интервью, что граната могла быть пущена с вертолёта, так как место на чердаке, где был уничтожен снайпер боевиков, простреливалось лишь с крыши пятиэтажного дома № 37 в близлежащем переулке, однако и в этом случае граната ударила бы по касательной и дала бы рикошет. В дальнейшем Савельев полностью исключил версию стрельбы с вертолёта, вернувшись к предположению, что она велась с крыши дома № 37, на которой были найдены контейнеры от РПО-А.

### Доклад комиссии парламента Северной Осетии
10 сентября 2004 года на заседании Парламента Северной Осетии была создана депутатская комиссия по рассмотрению и выяснению обстоятельств теракта под председательством Станислава Кесаева. Проанализировав показания потерпевших и очевидцев, сообщения российских и зарубежных СМИ, имевшиеся у комиссии видео-, аудио- и фотоматериалы, а также запросив информацию у силовых структур, 29 ноября 2005 года комиссия представила свой доклад на заседании североосетинского парламента. Представленная комиссией версия событий, изложенная на 35—40 страницах, опередила выход доклада Торшина и существенно отличалась от него, в то время как в некоторых вопросах совпадала с «Особым мнением» Савельева. В частности, в докладе утверждалось, что:
- Первые два взрыва 3 сентября произошли в результате выстрелов из гранатомёта или огнемёта: поскольку плохая видимость затрудняла работу снайпера, для ликвидации боевика, стоявшего на замыкающей педали, выстрел произвёл гранатомётчик, что также решило проблему размыкания взрывной цепи[309].
- Пожар в спортзале возник непосредственно после первых взрывов[310].
- В 13:30 внутри спортзала, «судя по всему, разорвалась одна из бандитских мин», ставшая причиной третьего, самого мощного взрыва[309].
- Между 14:00 и 14:30 танк № 328 произвёл несколько залпов «болванками» по столовой и кухне[310].
- В 16:30 танк № 325 практически в упор расстрелял помещение столовой, находящееся над входом в подвал[310].
- В 17:30 в подвал районного отдела УФСБ РФ по РСО-Алания были водворены три человека, предположительно боевики, чьи данные так и не были опубликованы[310].
- В 21:00 по зданию школы производилась стрельба из танка и гранатомётов[310].
- Помимо оперативного штаба, во главе с В. Андреевым функционировала «закрытая и загадочная» структура, куда входили заместители директора ФСБ Владимир Проничев и Владимир Анисимов, которые, согласно отчёту Торшина, выступали в роли консультантов оперативного штаба, но не являлись его членами[80]. Североосетинская комиссия заключила, что эта структура являлась «идеологическим» штабом, который фильтровал информацию перед официальным обнародованием. В отчёте утверждается, что Станислава Кесаева вызывали туда «на проработку», и не названный по имени «господин, представившийся членом штаба, пытался внушить ему, что называть следует цифру заложников, установленную в штабе»[311]. При этом сказано, что оперативный штаб знал примерное количество заложников, но не озвучивал его, предпочтя опубликовать число «354»[311].
- Эвакуация раненых стала возможной «лишь благодаря гражданским лицам из числа жителей Беслана, других городов и районов Осетии»[312].

Доклад вызвал негативную реакцию представителей комитета «Матери Беслана». Активистка комитета Элла Кесаева заявила в интервью, что депутаты в составе комиссии ничего дополнительного не сообщили о причинах трагедии и не выяснили суть деятельности заместителей директора ФСБ. Недовольство докладом выразили и депутаты парламента Северной Осетии, заявив, что бесланская трагедия требует более обширного и глубокого расследования. Руководитель федеральной комиссии Александр Торшин заявил, что, несмотря на значительную работу, проделанную североосетинской комиссий, доклад поставил больше вопросов, чем дал ответов.

## Освещение в СМИ
Через несколько часов после захвата школы в Беслане начали свою работу местные и федеральные СМИ. К 3 сентября в городе работало более 60 журналистских телегрупп. По свидетельству многих журналистов, до начала штурма школы их работа не подвергалась давлению со стороны представителей власти. Репортёры могли свободно передвигаться по городу, некоторые даже проходили через оцепление, не доходя до школы. При этом некоторые журналисты вызывали сильное недовольство местных жителей и военных, так как пробирались в больничные палаты и морги, позировали перед бронетехникой, а также осаждали частные дома и квартиры, где скрывали детей, вырвавшихся из захваченной школы. Расспросы страдающих матерей неоднократно приводили к их обморокам и истерикам, в результате чего некоторые журналисты были избиты местными мужчинами.
Некоторые журналисты не доехали до Беслана: Анна Политковская была госпитализирована с отравлением, вызванным, по её словам, «неустановленным токсичным веществом», таблетка которого якобы была подброшена ей в самолёте сотрудниками ФСБ. Андрей Бабицкий был задержан в аэропорту «Внуково» за оскорбления сотрудников ГУВД. По словам журналиста, сотрудники аэропорта затеяли скандал по приказу начальника службы безопасности, а информация о том, что он инициировал драку, будучи в нетрезвом состоянии, была распространена специально. Поскольку оба журналиста в ходе своей деятельности добились определённой степени доступа к командирам и идеологам чеченских боевиков, возникла и укрепилась версия, что ФСБ не пустила Политковскую и Бабицкого в Беслан, так как они могли существенно повлиять на ход переговоров.
После теракта участились заявления о том, что власти мешали работе прессы в Беслане и ограничивали свободу слова. В качестве иллюстраций приводились аресты журналистов двух телеканалов (грузинского «Рустави 2» и арабского «Аль-Арабия») и отставка главного редактора «Известий» Рафа Шакирова. В докладе ОБСЕ, посвящённом работе СМИ в Беслане, говорится, что, несмотря на утвердившуюся в России свободу слова, представители СМИ подвергались физическим нападениям за то, что они якобы дезинформировали аудиторию, тогда как правительство в краткие сроки не предоставило правдивую информацию о разрешении кризиса.

## Помощь пострадавшим
Теракт в Беслане вызвал острую реакцию по всему миру, в результате которой уже 3 сентября в Беслан в больших количествах стала поступать гуманитарная помощь как со всей России, так и из других стран. К 20 сентября в Северную Осетию поступило более 250 тонн гуманитарной помощи, включая медикаменты, донорскую кровь, вещевое имущество, продукты питания, медицинское оборудование. Также в Беслан хлынул поток финансовых пожертвований, особенно сильный в первые дни после теракта: например, слушатели радиостанции «Серебряный дождь» собрали с 7 по 10 сентября более миллиона двухсот тысяч долларов, а к февралю 2005 года объём финансовой помощи от частных лиц и многочисленных фондов превысил 33 миллиона долларов.
Впрочем, несмотря на изобилие финансовой и другой помощи, её распределение нередко сопровождалось конфликтами и скандалами. Часть продуктов, одежды и оборудования осела на складах и, невзирая на наблюдение ОБЭП, общественных комитетов и журналистов за расходованием гуманитарной помощи, так и не дошла до тех, кому она предназначалась. Согласно постановлению правительства, семьям погибших при теракте было выделено по 100 тысяч рублей за погибшего и по 18 тысяч на погребение. Получившим в результате теракта тяжёлые ранения и ранения средней тяжести было выделено по 50 тысяч рублей. Получение выплат осложнялось необходимостью сбора требуемых документов, удостоверяющих родственную связь с погибшим и факт наступления смерти или получения ранения именно в результате данного теракта. В связи с этим многие, желавшие облегчить участь пострадавших, приезжали в Беслан и разносили деньги или оказывали другую помощь лично.
В 2006 году при Богоявленском Аланском женском монастыре в городе Алагире открылся реабилитационный центр для жертв теракта. В 2011 году из федерального бюджета было выделено 27 миллионов рублей на завершение строительства Центра социальной помощи семьям пострадавших.

## Противоречия и теории заговора
Как и многие другие крупные теракты, Беслан не избежал появления многочисленных слухов и теорий заговора. Большое количество слухов муссировалось в прессе и передавалось местными жителями из уст в уста, в результате чего многие теории получили широкую известность и продолжают оспариваться. К таковым относятся объявленное в прессе количество заложников, причины первых взрывов, причины возникновения и обстоятельства пожара, количество террористов и возможный побег некоторых из них, применение танков и огнемётов во время штурма здания и другие спорные вопросы.
Кроме того, в связи с тем, что пострадавшие в результате теракта получили значительные денежные выплаты, в Беслане появилось большое количество представителей различных религиозных движений, в том числе зарубежных. Наиболее известным стал скандал с участием Григория Грабового и представителей комитета «Матери Беслана». Последователи учения Грабового предлагали за сумму в 39 500 рублей воскресить погибших в результате теракта, и некоторые пострадавшие, в том числе представители «Матерей Беслана», согласились на эти условия. Несостоявшееся воскрешение детей Грабовой объяснил тем, что «мёртвые не согласились на то, чтобы их воскресили». Сотрудничество с Грабовым привело к расколу комитета «Матери Беслана» и формированию новой общественной организации «Голос Беслана». Данный инцидент был подробно описан в книге журналиста Дмитрия Соколова-Митрича «АнтиГрабовой. Кто воскрешает наших детей?».

## Память о жертвах Беслана

### Место теракта
Вплоть до середины 2011 года здание школы № 1 и близлежащая территория являлись фактически заброшенными. За исключением годовщины теракта, когда место трагедии посещали высокопоставленные чиновники, основными посетителями являлись друзья и родственники погибших. По утверждению местных жителей, в полуразрушенное здание периодически наведывались бомжи и наркоманы, а в первые несколько лет школа также подвергалась набегам мародёров.
Несмотря на многочисленные дискуссии по поводу дальнейших планов относительно здания, долгое время консенсуса не удавалось достигнуть. Среди прочих высказывались идеи установления мемориала памяти жертв и воздвижения православного храма. Идея храма была, в частности, отвергнута, так как многие из жертв придерживались других вероисповеданий, тогда как сносу старого здания противились «Матери Беслана». В 2006 году конкурс выиграл проект архитектора Бориса Улькина, предполагавший сохранение спортзала под прозрачной оболочкой, но в 2007 году договор был расторгнут в связи со смертью автора и остался не завершён.
В конце мая 2011 года был начат демонтаж отдельных конструктивных элементов здания школы и дан старт работе по возведению Мемориального комплекса памяти жертв теракта. Разработка проекта была поручена фирме «Доктор Крекелер» (Германия), имеющей опыт реставрации исторических объектов на территории ряда стран Евросоюза. Вокруг спортзала был возведён золотой каркас, символизирующий памятный венок. Каркас сделан из 106 бетонных колонн высотой по 11 метров, с внешней стороны которых находятся металлические полые секции, соединённые между собой перфорированными листами жести. Мемориал был открыт в 2012 году, после чего начались работы по консервации остальных помещений школы. В ходе работ южный флигель, подвергшийся сильным разрушениям в ходе боя 3 сентября 2004 года, был демонтирован.
До начала работ спортзал был единственным местом, частично ремонтировавшимся после теракта: над крышей был натянут пластиковый купол, а стены укреплены стальными балками. Посреди зала был установлен деревянный православный крест, а стены по периметру были обклеены фотографиями погибших. Возле креста и вдоль стен зала лежали цветы и детские игрушки, а также стояли церковные свечи и открытые бутылки с водой.
Стены школы исписаны граффити в знак памяти о погибших. Ряд надписей выражает благодарность бойцам спецназа и сочувствие пострадавшим. Также написаны многочисленные ругательства в адрес террористов и директора школы Лидии Цалиевой. Несмотря на то, что Цалиева все три дня провела в спортзале наравне с остальными заложниками, некоторые бесланцы обвинили её в пособничестве террористам.
В августе 2021 года на месте теракта началось строительство музейного комплекса «Беслан. Школа № 1». В ходе работ в школе № 1 были укреплены коридорные перекрытия, а также смонтированы системы отопления и вентиляции. Строительный план предполагал сохранение следов повреждений от теракта, таких как пулевые отверствия на стенах, и консервацию здания для предотвращения его дальнейшего разрушения. Ранее демонтированный корпус школьных мастерских был отстроен заново; в его помещениях, по пожеланиям бывших заложников оформленных в стиле «лофт», размещена библиотека, а также залы для музейных экспозиций и проведения конференций. Реставрация школы № 1, затраты на которую превысили 220 млн рублей, была завершена в августе 2023 года. После этого начался отбор экспонатов для музея теракта, а также разработка музейной программы при содействии специалистов из Центрального музея Великой Отечественной войны.
- Спортзал. Октябрь 2019 года
- Граффити у входа в актовый зал. Июль 2008 года
- Актовый зал. Июль 2008 года
- Тренажёрный зал. Июль 2008 года. Через дыру в стене спасатели тушили пожар в спортзале до того, как были подавлены огневые точки террористов в южном флигеле

### Строительство новых школ и память в Беслане
Новое здание школы без присвоения номера (вместо школы № 1 учебное заведение теперь официально называется ГОУ СОШ г. Беслана) было построено в 2005 году на месте специально снесённой ради этого школы-интерната, располагавшейся практически напротив старого здания. Новое здание, выгодно отличающееся улучшенной планировкой и усовершенствованным оборудованием, вызвало противоречивую реакцию со стороны жителей Беслана из-за близости к остову старой школы, создающему психологический стресс для выживших в теракте учеников. Власти хотели присвоить школе новый номер (№ 9), но сотрудники школы и ученики, особенно те, кто были в числе заложников, этому резко воспротивились. В самой школе отличившимся в учёбе классам присваивают почётные имена в честь погибших сотрудников ЦСН ФСБ. В школе также организован музей, включающий
зал памяти, который посвящён погибшим заложникам; зал, рассказывающий об истории учебного заведения, этнографический зал и зал славы, посвящённый спецназу и всем, кто спасал заложников. Среди многочисленных экспонатов музея — личные вещи заложников, газетные вырезки, фотографии, простреленная классная доска и экспозиция с осколками, удалёнными из тел жертв.
Кроме того, в 2010 году в Беслане открылась новая школа-интернат, построенная при финансовой помощи Норвегии и Греции и названная в честь Ивана Каниди. Оказавшись среди заложников, 74-летний Каниди, преподаватель физкультуры, неоднократно рисковал жизнью, требуя у террористов воду для маленьких детей и пытаясь облегчить участь заложников. 3 сентября Иван Каниди был убит: после взрывов в зале началась суматоха, и Каниди попытался отобрать автомат у боевика, но был застрелен.

### Памятники
3 сентября 2005 года на мемориальном кладбище «Город ангелов», где были захоронены большинство жертв теракта, состоялось открытие памятника «Древо скорби». Бронзовая композиция, выполненная скульпторами Аланом Корнаевым и Заурбеком Дзанаговым, представляет собой ствол дерева, сформированный четырьмя женскими фигурами. Крона дерева образована распростёртыми руками женщин, которые держат ангелов, символизирующих погибших детей. Неподалёку от «Древа» находится памятник погибшим бойцам «Альфы» и «Вымпела»: раскинутый военный плащ, на котором установлены шлем и бронежилет, накрывающий собой детскую игрушку и книжку. В мае 2012 года решением администрации города Беслана часть улицы Коминтерна, где располагалось здание школы № 1, была переименована в «Улицу Героев ЦСН». Решение о переименовании было принято в ходе общественных слушаний, в которых участвовали как пострадавшие в теракте, так и общественные организации. Тем не менее, переименование вызвало протест среди некоторых граждан, считающих, что контртеррористическая операция, проводившаяся ЦСН ФСБ, стала причиной гибели заложников. В результате слушания в сентябре того же года из наименования улицы были убраны буквы «ЦСН».
Также в память о погибших в результате теракта были установлены памятники во Флоренции, Кастельново-ди-Сотто, Сан-Марино, Москве, Санкт-Петербурге, Владикавказе, Ульяновске, Орске и Липецкой области.

### Теракт в массовой культуре
Бесланская трагедия нашла отражение в массовой культуре: свои чувства по отношению к заложникам, бойцам спецназа и террористам в своих песнях выразили Иосиф Кобзон (песня «Так не бывает»), Наталия Власова («Беслан»), группа «Алиса» («Звери»), Юрий Прибылов и коллектив «Обратная сторона» («Третье сентября»), Динислам Дудов («На связи город Беслан») и многие другие российские исполнители. Бесланские события также стали темой произведений зарубежных музыкантов: группа After Forever написала песню «Living Shields» (с англ. — «Живые щиты»), Tactical Sekt — композицию «Beslan», а итальянский композитор Джованни Аллеви создал пьесу для симфонического оркестра под названием «Foglie di Beslan» (с итал. — «Листья Беслана»).
Не считая крупных публикаций в прессе по типу расследования журнала «Шпигель», существует не менее десяти книг о бесланском теракте. Некоторые посвящены памяти заложников, другие анализируют произошедшие события или освещают связанные с бесланским терактом темы.
О теракте было снято более 20 документальных фильмов, посвящённых памяти заложников и погибших участников спасательной операции. Сообщения о возможном выходе художественных фильмов о захвате заложников в Беслане неоднократно появлялись в прессе, но большинство из анонсированных работ не было реализовано. Так, в 2006 году было объявлено о выкупе голливудской студией прав на экранизацию статьи «Школа» за авторством американского журналиста Кристофера Чиверса, а в 2010 году был анонсирован план запуска в производство британского фильма «Беслан»; в 2011 году сообщалось о грядущем выходе российского фильма «Папина дочка», сюжет которого также был основан на событиях сентября 2004 года. В 2022 году российская студия «Триикс Медиа» выпустила фильм «Золотая бронза», состоящий из пяти новелл об историях жизней детей, переживших теракт в Беслане. Прототипами героев в том числе стали олимпийский чемпион Заурбек Сидаков и бронзовый призёр Олимпийских игр в Токио Артур Найфонов.